# Rodolfo Vieira
Rodolfo Vieira Srour, född 25 september 1989 är en brasiliansk kampsportare som är fyrfaldig världsmästare och sjufaldig världscupvinnare i BJJ, och som sedan 2019 tävlar i MMA i organisationen Ultimate Fighting Championship.

## Bakgrund
Rodolfo började träna under Arlans Maia när han var tretton år gammal för han tyckte sig vara lite överviktig. Ett par år senare gick han med i Gama Filhogruppen (numera Grappling Fight Team) under Julio César Pereira. När han började träna under Pereira var han ett lilabälte, men graderade under Pereira både till brun- och sedermera svartbälte.

## Grappling
Rodolfo gjorde sig ett namn på den internationella scenen 2009 då han vann världscupens Brazilian north-uttagningar som ett brunbälte i ett blandat brun- och svartbältesstartfält. Han vann sedan sin världscupsdivision genom att besegra den tvåfaldige världsmästaren Braulio Estima medan han själv fortfarande var ett brunbälte. Det var då han fick sitt smeknamn: "the black belt hunter".

## MMA
Vieira drog sig tillbaka från tävlingsjiu-jitsu 2016 med ett facit om 100-9-1, och med bara en match förlorad submission för att istället tillsammans med sin vän och rival Marcus Almeida fokusera på MMA.

### UFC
Efter att ha skaffat sig ett 5-0 facit skrev Vieira på för UFC juni 2019.

## Mästerskap och utmärkelser

### Grappling
- IBJJF
  - IBJJF Världsmästare (viktklass) (2011/2012/2013/2014).[3]
  - IBJJF Världsmästare (absolut viktklass) (2011).[3]
  - IBJJF Vinnare Panamerikanska mästerskapen (viktklass och absolut viktklass) (2011).[3]
  - IBJJF Vinnare Öppna Europeiska mästerskapen (viktklass och absolut viktklass) (2012).[3]
  - IBJJF VM-silver (absolut viktklass) (2013/2014).[3]
- ADCC
  - ADCC Vinnare (2015)[3]
- Copa Pódio
  - Copa Pódio Champion (2014/2013)[3]
- Världscupen Abu Dhabi
  - Världscupvinnare (viktklass) (2009/2011/2012/2013/2014)
  - Världscupvinnare (absolut viktklass) (2011/2012/2013/2014)
- IBJJF Europea
  - IBJJF Vinnare Öppna Europeiska mästerskapen (viktklass och absolut viktklass)(2012)[3]
- UAEJJF Abu Dhabi
  - UAEJJF Abu Dhabi Världsmästare professionella klassen (absolut viktklass)(2014)[3]
  - UAEJJF Abu Dhabi Världsmästare professionella klassen (viktklass och absolut viktklass)(2012/2011)[3]
- CBJJ Brazilian
  - CBJJ Brasiliansk mästare (viktklass och absolut viktklass) (2008 lilabälte)[3]
  - CBJJ Brasiliansk mästare (viktklass och absolut viktklass) (2007 blåbälte)[3]

## Tävlingsfacit

### MMA
| Resultat | Facit | Motståndare         | Metod                    | Evenemang                                   | Datum            | Rond | Tid  | Plats          | Notering |
| -------- | ----- | ------------------- | ------------------------ | ------------------------------------------- | ---------------- | ---- | ---- | -------------- | -------- |
| Vinst    | 6-0   | Oskar Piechota      | Submission (armtriangel) | UFC Fight Night: Sjevtjenko vs. Carmouche 2 | 10 augusti 2019  | 2    | 4:26 | Montevideo     |          |
| Vinst    | 5-0   | Vitaliy Nemchinov   | Submission (rear-naked)  | ACA 96                                      | 8 juni 2019      | 1    | 2:01 | Łódź           |          |
| Vinst    | 4-0   | Jacob Holyman-Tague | Submission (rear-naked)  | ACB 88                                      | 16 juni 2018     | 1    | 3:51 | Brisbane       |          |
| Vinst    | 3-0   | Alexander Neufang   | TKO (slag)               | ACB 82                                      | 9 mars 2018      | 1    | 3:42 | São Paulo      |          |
| Vinst    | 2-0   | Fagner Rakchal      | Submission (armtriangel) | Shooto Brazil 74                            | 27 augusti 2017  | 3    | 4:47 | Rio de Janeiro |          |
| Vinst    | 1-0   | Zarylbek Daniyar    | Submission (rear-naked)  | AFGC 1                                      | 10 februari 2017 | 1    | 2:27 | São Paulo      |          |

### Grappling
| 110 matcher          | 100 vunna | 9 förlorade |
| Via submission       | 68        | 1           |
| Via poäng            | 31        | 8           |
| Via diskvalificering | 1         | 0           |
| Oavgjorda            | 1         | 1           |